# László Fidel
László Fidel (Vác, Pest, 29 de junho de 1965) é um ex-canoísta húngaro especialista em provas de velocidade.

## Carreira
Foi vencedor da medalha de prata em K-4 1000 m com os seus colegas de equipa Ferenc Csipes, Zsolt Gyulay e Attila Ábrahám em Barcelona 1992.